# Kato Arodes
Kato Arodes eller Aródes är en ort på Cypern. Den ligger i distriktet Eparchía Páfou, i den västra delen av landet, 90 km väster om huvudstaden Nicosia. Kato Arodes ligger 627 meter över havet och antalet invånare är 127. Den ligger på ön Cypern.
Terrängen runt Aródes är huvudsakligen kuperad. Aródes ligger uppe på en höjd. Trakten runt Aródes är ganska tätbefolkad, med 185 invånare per kvadratkilometer. Närmaste större samhälle är Pafos, 18,3 km söder om Kato Arodes. Trakten runt Aródes består till största delen av jordbruksmark.